# Olenecamptus quietus
Olenecamptus quietus là một loài bọ cánh cứng trong họ Cerambycidae.